# Cécile Corbel
Cécile Corbel (Pont-Croix, 28 marzo 1980) è una cantante e arpista francese.
È autrice di diversi album tra cui la colonna sonora del film Arrietty - Il mondo segreto sotto il pavimento per lo Studio Ghibli. È la moglie di Simon Caby.

## Biografia

### Primi anni
Cécile Corbel nasce nel 1980 a Pont-Croix in Bretagna nel dipartimento del Finistère. Scopre l'arpa celtica da adolescente, durante un concerto dell'arpista greca Elisa Vellia a Capo Sizun. A 18 anni, dopo aver ottenuto il diploma in maturità scientifica, si trasferisce a Parigi per studiare nell'École du Louvre e qui consegue un master in archeologia. Ha fatto il suo debutto suonando in pub e strade della capitale, la prima volta nel 2002 nel pub Ti Jos.

### Debutto professionale

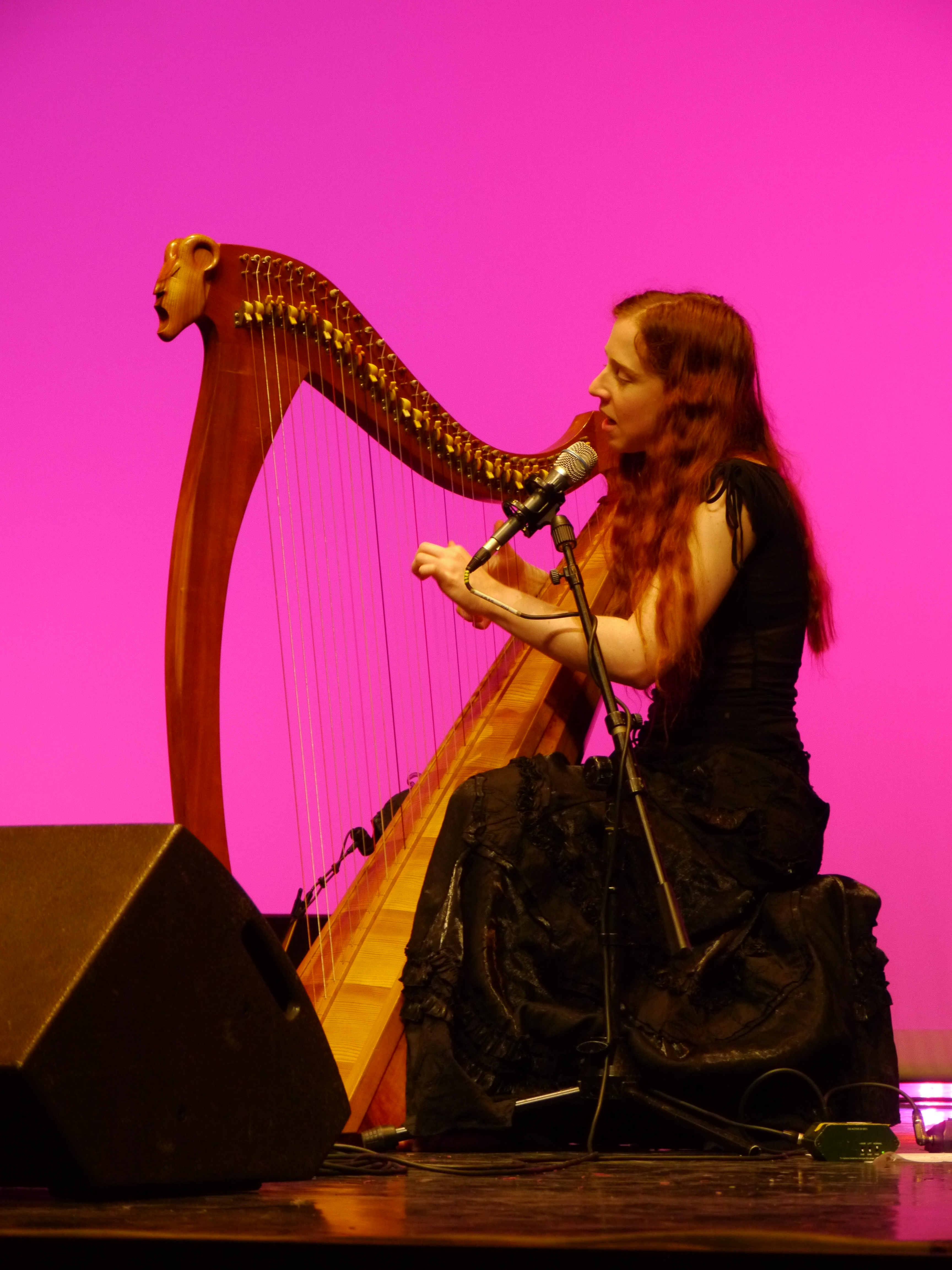
Cécile Corbel in concerto a Tolone.

Nel 2005, ha pubblicato le sue prime 6 tracce, per poi firmare un contratto con l'etichetta Keltia con la quale ha pubblicato nel 2006 il suo primo album, Songbook vol 1, che comprende arie bretoni, gallesi e irlandesi. Cominciò una tournée anche all'estero, e ad Adelaide nel 2006 ha condiviso il palco con Yann Tiersen ed i Matmatah. Aprì il concerto di Alan Stivell a Reims. Nel 2008 compose i primi 10 brani dei 12 pezzi che compongono l'album Songbook vol 2.
Nel 2009 ha partecipato all' opera rock Anne de Bretagne del cantautore Alan Simons, che la scelse nel ruolo della protagonista dopo aver incontrato qualche difficoltà nel trovare l'interprete adatta. In questo progetto, Corbel è stata coinvolta insieme ad altri musicisti, quali Tri Yann e i Fairport Convention, un gruppo musicale folk britannico. La prima si è tenuta a fine giugno 2009, presso il Castello dei Duchi di Bretagna a Nantes.

### Lavoro con lo Studio Ghibli
In occasione della pubblicazione del suo album Songbook vol. 2, Cécile Corbel ne invia una copia presso lo Studio Ghibli, per esprimere il proprio apprezzamento ai maestri giapponesi, fonte d'ispirazione per lei. La copia giunge a Toshio Suzuki, il produttore del film-anime Arrietty - Il mondo segreto sotto il pavimento, proprio mentre la produzione è in cerca di una colonna sonora.
Il 16 dicembre 2009, lo Studio Ghibli annuncia ufficialmente che Cécile Corbel sarebbe stata la coautrice e cantante della colonna sonora dell'anime. Quella con la Corbel è stata la prima partecipazione di un artista straniero alla colonna sonora di un film dello Studio. Partecipazione che è stata dapprima limitata a una sola canzone, e poi gradualmente estesa a diversi brani per raggiungere infine l'intera colonna sonora. I pezzi, di ispirazione bretone e orientale, sono stati registrati a Parigi.

### Componenti del gruppo
- Cécile Corbel : arpa e voce
- Cyril Maurin : chitarra
- Pascal Boucaud : basso e coro
- Éric Zorgniotti : violoncello
- JB Mondoloni : Bodhran

### Discografia

#### Album
- 2005 : Harpe celtique et chants du monde (Keltia)
- 2006 : Songbook Vol. 1 (Keltia)
- 2008 : Songbook Vol. 2 (Keltia)
- 2011 : Songbook Vol. 3 - Renaissance (Keltia)
- 2013 : SongBook vol. 4 - Roses (Keltia)
- 2014 : La Fiancée (Polydor / Universal)
- 2016 : Vagabonde (Polydor / Universal)
- 2019 : Enfant du Vent (Polydor / Universal)

### Partecipazioni
- 2009 : Anne de Bretagne per Alan Simon, 2 CD, studio e live (DVD)
- 2010 : Arrietty-il mondo segreto sotto il pavimento. Colonna sonora (CD singolo)
- 2010 : Arrietty-il mondo segreto sotto il pavimento (Wasabi Records)
- 2010 : Kari-gurashi (canzoni aggiuntive per Arrietty- il mondo segreto sotto il pavimento)
- 2011 : Excalibur III, Le Origini, Alan Simon
- 2012 : Femmes de Bretagne (Keltia)